# Чорноріченський (Челябінська область)
Чорноріченський (рос. Чернореченский) — селище у Нагайбацькому районі Челябінської області Російської Федерації.
Входить до складу муніципального утворення Кассельське сільське поселення. Населення становить 222 особи (2010).

## Історія
Згідно із законом від 9 липня 2004 року органом місцевого самоврядування є Кассельське сільське поселення.

## Населення
| 2002 | 2010 |
| ---- | ---- |
| 288  | ↘222 |